# Région de Labé
La région de Labé est une subdivision administrative de la Guinée. La ville de Labé en est le chef-lieu.

## Géographie
La région de Labé est limitrophe de quatre régions guinéennes et frontalière du Mali et du Sénégal au nord. Elle s'étend sur 22 869 km2 soit 9,3 % du territoire national.
|        | Kédougou | Kayes   |
| Boké   | Labé     | Faranah |
| Kindia | Mamou    | Mamou   |

## Préfectures
La région de Labé est composée de cinq préfectures :
- la préfecture de Koubia
- la préfecture de Labé
- la préfecture de Lélouma
- la préfecture de Mali
- la préfecture de Tougué